# Laguna de Atezca
La laguna de Atezca es un lago ubicado en el municipio de Molango de Escamilla, en el estado mexicano de Hidalgo.

## Nombre
El nombre de Atezca proviene del náhuatl ātezcatl, "mar", "lago" o "estanque". Se compone de ātl 'agua', y tezcatl 'espejo', es decir, "espejo de agua". Este vocablo da también nombre al poblado de Atezca, que se encuentra en la orilla oeste del lago.

## Geografía y ecología

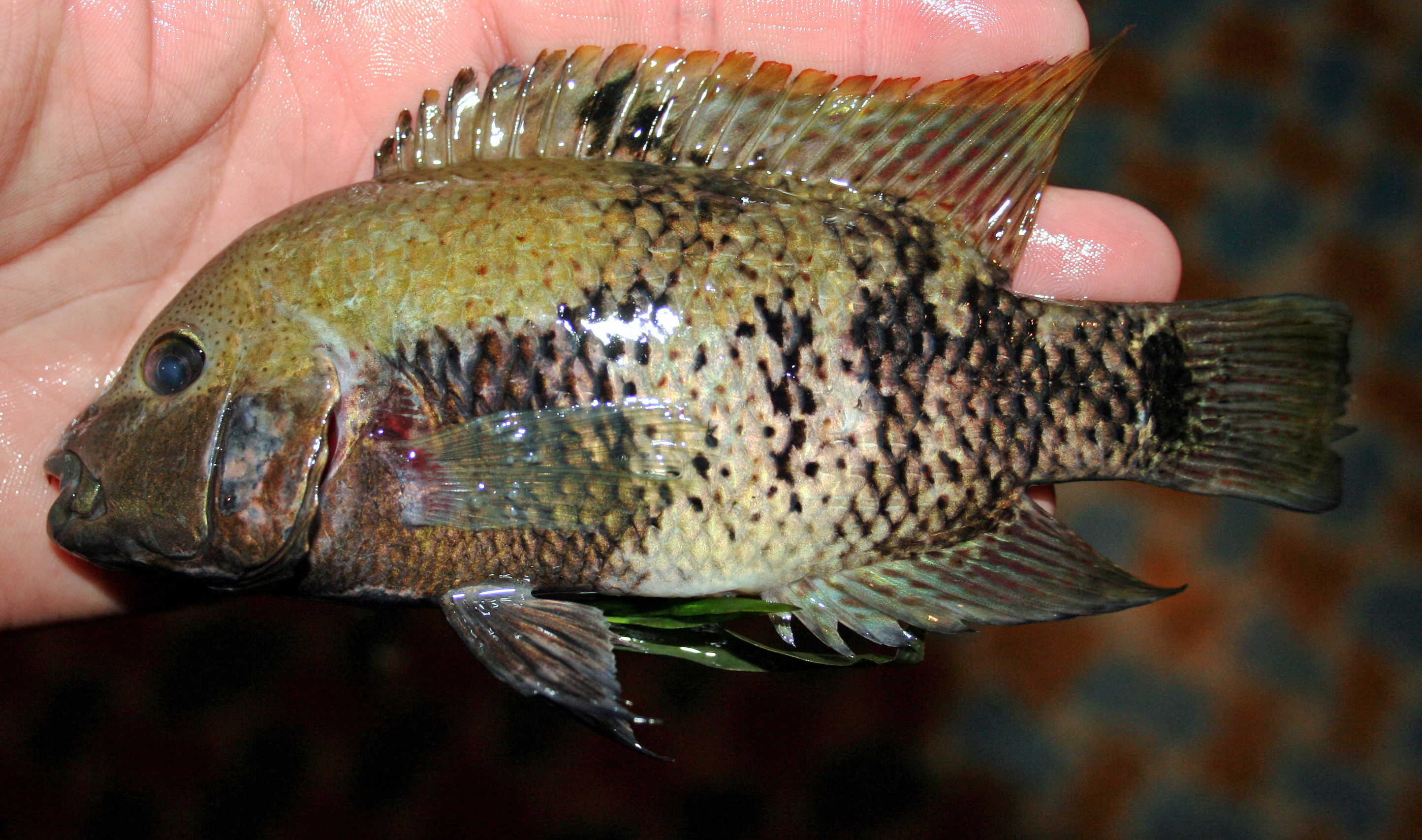
Nosferatu molango, un pez endémico de la laguna de Atezca

La laguna de Atezca se encuentra enclavada en la Sierra Madre Oriental, específicamente en la Sierra Alta. Se localiza en una pequeña hondonada al noroeste de la cabecera municipal de Molango. La laguna es alimentada por cinco riachuelos intermitentes y cuenta con una pequeña descarga hacia el oeste, cuyas aguas desembocan en el Río Claro, unido a la cuenca del Río Pánuco por medio de los ríos Amajac y Moctezuma.
El clima es templado húmedo con abundantes lluvias en verano, también llamado clima subtropical de altitud (Cwa) en la clasificación climática de Köppen. La temperatura media anual es de 16 °C y la pluviosidad de 1200 mm.
El ecosistema de la zona es un bosque mixto. Los terrenos al borde del lago están mayormente dedicados a la agricultura y ganadería. La actual proliferación de árboles de los géneros Pinus y Quercus se debe en gran medida a la degradación del suelo causada por el humano, que ha desplazado a las especies propias del bosque nuboso (Liquidambar, Ostrya y Ulmus) que originalmente dominaban la zona.
La laguna de Atezca es hogar del endémico Nosferatu molango, un pez cíclido amenazado por la introducción de especies exóticas, en especial la lobina negra y la mojarra.

## Turismo
La laguna de Atezca es popular como destino turístico. Permite actividades recreativas como la pesca deportiva, el senderismo, el kayak o el remo.